# Foetidia delphinensis
Espèce
Statut de conservation UICN

 EN B2ab(iii) : En danger
Foetidia delphinensis est une espèce de plantes à fleurs de la famille des Lecythidaceae endémique de Madagascar.